# Fabiano Caruana
Fabiano Luigi Caruana (Miami; 30 de julio de 1992) es un Gran Maestro de ajedrez italiano-estadounidense. El 15 de julio de 2007 se convirtió en Gran Maestro a la edad de 14 años, 11 meses y 20 días, siendo el más joven en la historia del ajedrez italiano y estadounidense.
En la lista de marzo de 2020 de la FIDE Caruana tiene un Elo de 2842, siendo el número dos del mundo, solo por detrás del entonces campeón mundial Magnus Carlsen; además Caruana es número 2 de Estados Unidos.
A partir de julio de 2015 deja de representar a Italia ante la FIDE y se cambia a la Federación de ajedrez de Estados Unidos.
Caruana cuenta con el mejor rendimiento en la historia de un torneo de ajedrez (3098 de elo) logrado en la sinquefield cup 2014.
Su maximo elo oficial es 2844 y en vivo 2851. Actualmente su preparador es el gran maestro estadounidense Grigory Oparin.
Tras ganar el torneo de candidatos, en 2018 jugó un match por el campeonato del mundo con Magnus Carlsen, el cual perdió en los desempates a ritmo rapido tras 12 tablas en el formato clásico.

## Biografía
Nació el 30 de julio de 1992 en Miami, Florida, Estados Unidos, hijo de padres italianos Lou y Santina Caruana. Tiene doble nacionalidad italiana y estadounidense. Cuando tenía cuatro años, su familia se trasladó de Miami al barrio de Park Slope, Brooklyn, Nueva York. A los cinco años, se descubrió su talento para el ajedrez en un programa extraescolar de ajedrez en la Congregación Beth Elohim, una congregación judía reformista de Park Slope. Ese año jugó su primer torneo en el Polgar Chess Center de Queens (Nueva York).
Hasta los doce años, vivió y jugó en Estados Unidos, viajando ocasionalmente a Europa y Sudamérica para participar en torneos. Su primer entrenador de ajedrez, de los seis a los ocho años, fue el Maestro Nacional Bruce Pandolfini. De los ocho a los doce años, estudió con el Gran Maestro Miron Sher. En 2004, se trasladó con su familia de Brooklyn a Madrid, España, para seguir una carrera profesional de ajedrez, jugando para Italia desde 2005 hasta 2015. Se entrenó con el Maestro Internacional Boris Zlotnik en Madrid, y en 2007 se trasladó a Budapest para entrenar con el gran maestro Alexander Chernin. En el año 2010, se trasladó a Lugano, Suiza, y, a finales de ese año y comenzó a entrenar con el gran maestro Vladimir Chuchelov. En 2014 regresó a Estados Unidos y se afincó en San Luis (Misuri).

### 2007
- 1.º en el torneo Hogeschool Zeeland en Holanda
- Campeón absoluto de Italia

### 2008
- 1.º en el torneo C del Torneo Corus de ajedrez
- Campeón absoluto de Italia

### 2009
- 1.º en el torneo B del Torneo Corus de ajedrez

### 2018
- Ganador del Torneo de Candidatos 2018 con 8/14 puntos. El 9 de noviembre inició en Londres la disputa del título mundial con Magnus Carlsen, en doce partidas con un millón de Euros en premios.[7]

## Partidas notables
- Fabiano Caruana – Emanuel Berg, Olimpiada de Dresde 2008, Francesa C-08
- Fabiano Caruana – Francisco Vallejo-Pons, Pamplona 2008, Siciliana Najdorf B-90
- Artur Yusupov – Fabiano Caruana, Torneo NH Ajedrez 2008, Defensa Slava D-10
- Michael Adams – Fabiano Caruana, Olimpiada de Dresde 2008, Francesa C-03
- Fabiano Caruana – Nigel Short, Corus-B Wijk aan Zee 2009, Catalana E-06